# Zygophyllum fontanesii
Zygophyllum fontanesii é uma espécie de planta com flor pertencente à família Zygophyllaceae. 
A autoridade científica da espécie é Webb & Berthel., tendo sido publicada em Histoire Naturelle des Îles Canaries 3(1): 17, t. 1. 1836.

## Portugal
Trata-se de uma espécie presente no território português, nomeadamente no Arquipélago da Madeira.
Em termos de naturalidade é nativa da região atrás indicada.

## Protecção
Não se encontra protegida por legislação portuguesa ou da Comunidade Europeia.